# Wonston
Wonston – wieś i civil parish w Anglii, w Hampshire, w dystrykcie Winchester. W 2011 roku civil parish liczyła 1446 mieszkańców. Wonston jest wspomniana w Domesday Book (1086) jako Wenesistune. Civil parish tworzą miejscowości Hunton, Norton, Sutton Scotney i Stoke Charity.